# Norvège au Concours Eurovision de la chanson 2018
La Norvège est l'un des quarante-trois pays participants du Concours Eurovision de la chanson 2018, qui se déroule à Lisbonne au Portugal. Le pays est représenté par Alexander Rybak et sa chanson That's How You Write a Song, sélectionnés via l'émission Melodi Grand Prix 2018. Le pays termine finalement à la 15e place lors de la finale, obtenant 144 points.

## Sélection
La Norvège a confirmé sa participation à l'Eurovision 2018 le 31 janvier 2017, annonçant par la même occasion que le Melodi Grand Prix 2018 sera utilisé comme sélection.
Un appel à candidatures a été lancé, la période de dépôt des candidatures s'étendant du 31 janvier 2017 au 10 septembre 2017. Au terme de celle-ci, le diffuseur norvégien NRK avait reçu 1 200 candidatures. Dix chansons ont été choisies pour participer au Melodi Grand Prix 2018 et révélées le 15 janvier 2018. Parmi les artistes participants, on retrouve trois anciens représentants norvégiens à l'Eurovision : Alexander Rybak, vainqueur du Concours en 2009 ; Stella Mwangi, représentante en 2011 et Aleksander Walmann, qui a représenté le pays en 2017.
Le Melodi Grand Prix se déroule en une seule soirée. Dans un premier temps, les dix chansons sont interprétées. Puis, un premier tour de vote a lieu, composé uniquement du télévote norvégien. Les quatre chansons ayant reçu le plus de votes se qualifient pour la finale d'argent. A ensuite lieu un second tour de vote, au terme duquel deux candidats se qualifient pour le duel d'or. Enfin, après le troisième tour de vote, le vainqueur est désigné.
- Qualifiés
- Vainqueur

| Ordre | Artiste            | Chanson                     | Résultat        |
| ----- | ------------------ | --------------------------- | --------------- |
| 1     | Stella & Alexandra | You Got Me                  | Finale d'argent |
| 2     | Aleksander Walmann | Talk to the Hand            | Finale d'argent |
| 3     | Ida Maria          | Scandilove                  | Éliminée        |
| 4     | Nicoline           | Light Me Up                 | Éliminée        |
| 5     | Tom Hugo           | I Like I Like I Like        | Éliminé         |
| 6     | Charla K           | Stop the Music              | Éliminée        |
| 7     | Alejandro Fuentes  | Tengo Otra                  | Éliminé         |
| 8     | Vidar Villa        | Moren din                   | Éliminé         |
| 9     | Rebecca            | Who We Are                  | Finale d'argent |
| 10    | Alexander Rybak    | That's How You Write a Song | Finale d'argent |

| Ordre | Artiste            | Chanson                     | Votes SMS | Place | Résultat  |
| ----- | ------------------ | --------------------------- | --------- | ----- | --------- |
| 1     | Stella & Alexandra | You Got Me                  | 29 784    | 3     | Éliminées |
| 2     | Aleksander Walmann | Talk to the Hand            | 7 927     | 4     | Éliminé   |
| 3     | Rebecca            | Who We Are                  | 46 260    | 2     | Duel d'or |
| 4     | Alexander Rybak    | That's How You Write a Song | 133 164   | 1     | Duel d'or |

| Ordre | Artiste         | Chanson                     | Votes SMS      | Result    |
| ----- | --------------- | --------------------------- | -------------- | --------- |
| 1     | Rebecca         | Who We Are                  | 123 504 (29 %) | Deuxième  |
| 2     | Alexander Rybak | That's How You Write a Song | 306 393 (71 %) | Vainqueur |

Au terme de la soirée, Alexander Rybak est désigné comme le représentant de la Norvège pour l'Eurovision 2018. Il fait donc son retour au Concours, neuf ans après sa victoire à Moscou.

## À l'Eurovision
La Norvège a participé à la deuxième demi-finale, le 10 mai 2018. Le pays se classe en première position de la demi-finale, recevant 266 points, et se qualifie donc pour la finale du 12 mai 2018. Le pays ne termine finalement qu'en 15e place avec 144 points.